# Kenttäsaari (ö i Lappland, Norra Lappland, lat 68,94, long 28,19)
Kenttäsaari, nordsamiska: Kieddsuáloi, är en ö i Finland. Den ligger i sjön Enare träsk och i kommunen Enare i den ekonomiska regionen Norra Lappland och landskapet Lappland, i den norra delen av landet, 1 000 km norr om huvudstaden Helsingfors. Öns area är 3 hektar och dess största längd är 310 meter i sydväst-nordöstlig riktning.